# Anklesvar
Anklesvar, auch Ankleshwar, ist eine Stadt im indischen Bundesstaat Gujarat.
Die Stadt ist der Teil des Distrikt Bharuch. Anklesvar hat den Status einer Municipality. Die Stadt ist in 16 Wards (Wahlkreise) gegliedert.

## Demografie
Die Einwohnerzahl der Stadt liegt laut der Volkszählung von 2011 bei 89.457. Anklesvar hat ein Geschlechterverhältnis von 914 Frauen pro 1000 Männer und damit einen für Indien üblichen Männerüberschuss. Die Alphabetisierungsrate lag bei 89,0 % im Jahr 2011. Knapp 70 % der Bevölkerung sind Hindus, ca. 27 % sind Muslime und ca. 3 % gehören einer anderen oder keiner Religion an. 11,0 % der Bevölkerung sind Kinder unter 6 Jahren.

## Wirtschaft
Die Stadt ist bekannt für ihre industrielle Gemeinde namens GIDC (Gujarat Industrial Development Corporation). Sie hat ein Büro der ONGC (Oil and Natural Gas Corporation Limited). Anklesvar hat über 1500 Chemiefabriken, in denen Produkte wie Pestizide, Pharmazeutika, Chemikalien und Farben hergestellt werden.